# 李霊
李 霊（り れい、390年 - 452年）は、北魏の学者・官僚。字は虎符。本貫は趙郡柏人県。

## 経歴
李勰の子として生まれた。431年（神䴥4年）、太武帝が天下の才俊を集めると、李霊は召し出された。中書博士に任じられ、侍郎に転じた。451年（太平真君12年）、太武帝の南征に従って長江北岸まで進み、淮陽郡太守に任じられた。李霊は学識に優れ、温厚謹直な性格であったため、拓跋濬に経学を教授する役目を担った。後に建威将軍・中散・内博士の任を加えられ、高邑子の爵位を受けた。452年（興安元年）、拓跋濬（文成帝）が即位すると、平南将軍・洛州刺史に任じられたが、まもなく死去した。享年は63。散騎常侍・平東将軍・定州刺史の位を追贈され、鉅鹿公に追封された。諡は簡といった。

## 子女
- 李恢（高邑子、員外散騎常侍・安西将軍・長安鎮副将、鉅鹿公、467年に東平王拓跋道符の反乱のために殺害された）
- 李綜（行河間郡太守、早逝）

## 伝記資料
- 『魏書』巻49 列伝第37
- 『北史』巻33 列伝第21